# 櫻田嘉章
櫻田 嘉章（さくらだ・よしあき、1944年6月 - ）は、日本の法学者。専門は国際私法。弁護士。京都大学名誉教授。元甲南大学法科大学院教授。

## 経歴
大阪府出身。父は憲法学者で関西大学名誉教授の桜田誉。溜池良夫門下。1993年から2000年までの間、旧司法試験考査委員(国際私法)を務めた。

### 略歴
- 1963年3月 - 大阪府立茨木高等学校卒業
- 1968年3月 - 京都大学法学部卒業
- 1970年3月 - 京都大学大学院法学研究科博士前期課程修了 (法学修士)
- 1971年 - ドイツ連邦共和国マックス・プランク外国私法・国際私法研究所客員研究員 (1974年まで)
- 1975年9月 - 京都大学大学院法学研究科博士後期課程単位取得満期退学
- 1975年10月 - 北海道大学法学部助教授
- 1980年10月 - 北海道大学法学部教授
- 1985年4月 - 京都大学法学部教授
- 1988年 - パリ第1大学法学部・ハーバード大学法科大学院客員研究員 (1989年まで）
- 1992年4月 - 京都大学大学院法学研究科教授
- 1994年 - ドイツ連邦共和国マールブルク大学法学部客員教授 (1996年まで）
- 2004年3月 - 京都大学定年退官、京都大学名誉教授。
- 2004年4月-現在 - 甲南大学法科大学院教授
- 2009年6月 - 弁護士登録(第一東京弁護士会)
- 2009年8月 - アンダーソン・毛利・友常法律事務所顧問 (2018年9月まで)
- 2018年10月-現在 - 三宅法律事務所客員弁護士[3]
- 2020年3月31日　甲南大学教授退任[1]

## 業績
- 「普通取引約款とひな型契約」(訳書) 北大法学論集28巻1号1-14頁,1977年
- 「ハーグ国際法アカデミー海外研修計画東京会期--経済的技術協力の法的側面」(共編) ジュリスト663号80-87頁,1978年5月, NAID 40001751394
- 「サヴィニーのパンデクテン講義 －一八四〇／四一年冬ゼメスター講義の筆記録より国際私法の部分について－」 北大法学論集33巻3号954-944頁,1982年
- 「サヴィニーの国際私法理論（１） －殊にその国際法的共同体の観念について－」 北大法学論集33巻3号589-670頁,1982年
- 「サヴィニーの国際私法理論（２） －殊にその国際法的共同体の観念について－」 北大法学論集33巻4号1039-1107頁,1983年
- 「サヴィニーの国際私法理論（３） －殊にその国際法的共同体の観念について－」 北大法学論集33巻6号1463-1494頁,1983年
- 「（書評）森征一著「「バルトルス・デ・サッソフェラート「條例衝突理論」概観―《中世イタリア法学 Mos Italicus》研究序説―」(法学研究第五五巻第三号)」」『法制史研究』 1983巻 33号 p.322-326, 1983年 doi:10.5955/jalha.1983.322
- 「サヴィニーの国際私法理論（４・完） －殊にその国際法的共同体の観念について－」 北大法学論集35巻3・4合併号319-366頁,1984年
- 「「国際私法の基礎理論（一）」(訳書) 北大法学論集30巻2号455-473頁,1979年
- 「「国際私法の基礎理論（２）」(訳書) 北大法学論集30巻3号583-603頁,1979年
- 「「国際私法の基礎理論（３）」(訳書) 北大法学論集33巻5号1325-1357頁,1983年
- 「「国際私法の基礎理論（４）」(訳書) 北大法学論集33巻6号1637-1653頁,1983年
- 「「国際私法の基礎理論（５）」(訳書) 北大法学論集34巻1号183-214頁,1983年
- 「「国際私法の基礎理論（６）」(訳書) 北大法学論集34巻2号421-442頁,1983年
- 「「国際私法の基礎理論（７）」(訳書) 北大法学論集34巻3・4合併号685-738頁,1983年
- 「「国際私法の基礎理論（８）」(訳書) 北大法学論集34巻5号919-945頁,1984年
- 「サヴィニーのパンデクテン講義（２） －一八四〇／四一年冬ゼメスター講義の国際私法の部分について－」 北大法学論集35巻5号672-643頁,1985年
- 「渉外訴訟における証拠・証明--ダグマ-・ケスタ-=ヴァルティエン著「国際証拠・証明法」の紹介」(共編) 判例タイムズ37巻46号124-154頁,1986年10月
- 「サヴィニーにおける準拠法決定の在り方について」 法学論叢126巻4-6号179-237頁,1990年3月
- 「渉外的法律行為における証拠・証明方法の制限規定の取扱いについて」 法学論叢132巻4-6号138-162頁,1993年3月
- 「ハーグ国際私法条約と一般公序条項」 法学論叢134巻5・6号107-134頁,1994年3月
- 「改正前法例第30条について」 法学論叢138巻1-3号169-190頁,1995年12月
- 「黎明期の我が国際民事訴訟法」 法学論叢142巻5・6号46-79頁,1998年3月
- 「座談会 「法例」--現状と課題、将来への展望 (特集 法例制定100年 現状と立法課題)」(共編) ジュリスト1143号4-29頁,1998年10月
- 「ドイツにおける国際私法の生成前史」 法学論叢144巻4・5号44-65頁,1999年2月
- 「相続の準拠法 (家庭裁判所制度50周年記念 家庭裁判所家事・少年実務の現状と課題) -- (家事編--渉外家事事件)」 判例タイムズ50巻11号187-191頁,1999年5月
- 「契約の準拠法 (特集 国際取引法--その課題と展望--学会創立50周年記念・法令施行100周年記念)」 国際私法年報2号1-68頁,2000年
- 「我が国における契約準拠法の歴史的検討」 法学論叢146巻3・4号26-75頁,2000年1月
- 「2000年のハーグ「成年者の国際的保護に関する条約」について」 ケース研究2000巻2号3-20頁,2000年8月
- 「国際私法の基礎理論」<訳書>（2000.9,成文堂）
- 「座談会 日本法の国際化--国際私法の視点から (特集 日本法の国際化) -- (国際私法)」(共編) ジュリスト1232号88-110頁,2002年10月
- 「座談会 法適用通則法の成立をめぐって (特集1 法の適用に関する通則法の成立--法例の全面改正)」(共編) ジュリスト1325号2-39頁,2006年12月
- 「注釈国際私法 第1巻・第2巻」(共編)（2011.12,有斐閣）
- 「Die Reform des japanischen Internationalen Privatrecht，」RabelsZ Bd.76 Heft 1(2012)S.86-130
- 「ロースクール・国際私法・国際民事手続法」（第3版）(共編著)（2012.4,有斐閣）
- 「国際私法判例百選 第2版」<共編> 別冊ジュリスト48(3), 1-264, 2012-06
- 「明治初年における国際私法立法」("The Private International Legislation in the Meiji First Years") 甲南法務研究10巻31-45頁,2014年
- "The Origin and Evolution of Private International Law in Japan"(「明治初期における国際私法の生成・発展」) Japanese Yearbook of International Law56巻164-180頁（2014年）
- 「明治6年太政官布告第103号について （その一）」 甲南法務研究12号1-31頁,2016年3月
- 「演習国際私法CASE30』(有斐閣,2016年10月) doi:10.14990/00002320
- 「国際私法(第6版)」(有斐閣,2012年12月)
- 「民法の効力に関するアンソロジー」『甲南法務研究』 13号１-36頁,2017年3月 doi:10.14990/00002331
- 「民法の効力に関するアンソロジー(補遺)」『甲南法務研究』 14号11-40頁,2018年3月 doi:10.14990/00002956
- 「熊野敏三による「国際法」及び「佛蘭西民法前加巻講義」」『甲南法務研究』 15号1-28頁,2019年3月